# کاژیمیش یونوشا-استئوپوفسکی
کاژیمیش یونوشا-استئوپوفسکی (لهستانی: Kazimierz Junosza-Stępowski؛ ‏ [kaˈʑimjɛʂ]؛ ۲۶ نوامبر ۱۸۸۰ – ۵ ژوئیه ۱۹۴۳) بازیگر تئاتر و سینما اهل لهستان بود. او در حالی که سعی داشت از همسرش یاگا یونو در برابر اعضای ارتش میهنی لهستان محافظت کند، کشته شد. این افراد متوجه شده بودند که همسرش خبرچین گشتاپو است.
از فیلم‌ها یا برنامه‌های تلویزیونی که وی در آن نقش داشته‌است، می‌توان به جنگل جوان، پروفسور ویلچور، دختر ژنرال پانکراتوف، دکتر مورک، پان تفاردوفسکی، علف جاروب و رنا اشاره کرد.